# Typhlocarcinodes integrifrons
Typhlocarcinodes integrifrons is een krabbensoort uit de familie van de Chasmocarcinidae. De wetenschappelijke naam van de soort is voor het eerst geldig gepubliceerd in 1881 door Miers.